# Ostra Glava
Ostra Glava (Servisch cyrillisch Остра Глава) is een plaats in de Servische gemeente Vranje. De plaats telt 72 inwoners (2002).